# Sol Invictus
Sol Invictus (latină: „Soarele Neînvins”) a fost mult timp considerat  zeul soarelui   al Imperiului Roman târziu. În viziunea tradițională, Sol Invictus era al doilea dintre cei doi zei ai soarelui   din Roma. Primul dintre aceștia, Sol Indiges, sau Sol (Helios), a fost o zeitate romană timpurie de importanță minoră, al cărei cult se stinsese până în secolul I d.Hr. Sol Invictus, pe de altă parte, era un zeu soare sirian, al cărui cult a fost promovat pentru prima dată la Roma sub împăratul Elagabalus, dar fără succes. Aproximativ cincizeci de ani mai târziu, la 25 decembrie 274 d.Hr., împăratul roman Aurelian a reușit să stabilească cultul lui Sol Invictus ca religie oficială, alături de cultele tradiționale romane.
Deși originea siriană a lui Sol Invictus este incontestabilă în viziunea tradițională, nu a existat niciodată un consens cu privire la ce zeitate solară siriană era: unii cărturari optează pentru zeul cerului Emesei, Elagabalus,   în timp ce alții preferă Malakbel din Palmyra.  A existat un acord general că, de la Aurelian la Constantin I, Sol a avut o importanță supremă, până când Constantin l-a abandonat pe Sol în favoarea creștinismului. Ultima inscripție referitoare la Sol Invictus datează din 387 d.Hr. în secolul al IV-lea, când teologul creștin Augustin de Hipona a considerat  să predice împotriva lor.   
Revizionistii resping acest lucru aproape în totalitate. Ei susțin că dovezile arată clar că a existat un singur cult al Dumnezeului Soare la Roma,  de la monarhie până la sfârșitul antichității. Acesta era un zeu roman care pur și simplu se numea Sol. La Roma au existat cel puțin trei temple ale zeului Soare, toate active în timpul Imperiului și toate datând din Republica anterioară.   Nu a existat niciodată o zeitate solară separată numită Sol Invictus, cu atât mai puțin una siriană.    